# Ván Records
Ván Records ist ein deutsches Plattenlabel mit Sitz in Herzogenrath. Es wurde 2004 von Sven Dinninghoff gegründet, der Mitte der 1990er-Jahre Mitglied der Black-Metal-Bands Nagelfar und Graupel war. Es entstammt dem Umfeld des Wòd-Ván, eines Zusammenschlusses befreundeter Black-Metal-Fans aus der Nähe von Aachen, der seinerseits von Dinninghoff und weiteren Mitglieder von Nagelfar gegründet wurde. Unter Vertrag stehen hauptsächlich deutsche, belgische und niederländische Bands.

## Geschichte
Die erste Veröffentlichung des Labels war das Album Unlock the Shrine der Band The Ruins of Beverast. Während die frühen Veröffentlichungen alle dem Black Metal oder verwandten Strömungen zuzuordnen sind, erschienen später auch Alben von Bands aus den Genres Doom Metal und Hard Rock sowie verwandten Stilrichtungen. Letzterem Bereich sind etwa The Devil’s Blood und Vanderbuyst zuzuordnen, die beide von ehemaligen Mitgliedern der niederländischen Metal-Band Powervice gegründet wurden.
Im Jahr 2011 kooperierte Ván Records erstmals mit Musikmagazinen. Fire Burning der Band The Devil’s Blood erschien so, neben der regulären Labelausgabe als 7"-Single, sowohl als CD-Beilage des Rock-Hard-Magazins als auch des Sweden-Rock-Magazins mit jeweils exklusiven Bonustiteln.
Zusätzlich zu den eigenen Veröffentlichungen, die meist als CD und Schallplatte erhältlich sind, erscheinen bei Ván Records auch LP-Versionen von Alben diverser Label-fremder Bands wie Count Raven und Wolves in the Throne Room.

## Veröffentlichungen (Auswahl)
- 2004: The Ruins of Beverast · Unlock the Shrine
- 2006: Nagelfar · Virus West (Wiederveröffentlichung)
- 2006: The Ruins of Beverast · Rain upon the Impure
- 2006: Truppensturm · Truppensturm (EP)
- 2007: Truppensturm · Fields of Devastation
- 2007: Sol · Let There Be a Massacre
- 2008: The Devil’s Blood · The Graveyard Shuffle (Single)
- 2008: The Devil’s Blood · Come, Reap (EP)
- 2009: Fluisterwoud · Laat alle hoop varen
- 2009: Griftegård · Solemn, Sacred, Severe
- 2009: Nagelfar · Hünengrab im Herbst (Wiederveröffentlichung)
- 2009: The Devil’s Blood · I’ll Be Your Ghost (Single)
- 2009: The Devil’s Blood · The Time of No Time Evermore
- 2009: The Ruins of Beverast · Foulest Semen of a Sheltered Elite
- 2009: Urfaust · Einsiedler (EP)
- 2010: Burden · A Hole in the Shell
- 2010: Graupel · Am Pranger…
- 2010: Nagelfar · Srontgorrth (Wiederveröffentlichung)
- 2010: Tauthr · Life-Losing
- 2010: Truppensturm · Salute to the Iron Emperors
- 2010: Urfaust · Der freiwillige Bettler
- 2010: Vanderbuyst · Vanderbuyst
- 2011: Necros Christos · Doom of the Occult
- 2011: The Devil’s Blood · Fire Burning (Single)
- 2011: The Ruins of Beverast · Enchanted by Gravemould (Kompilation)
- 2011: The Devil’s Blood · The Thousandfold Epicentre
- 2012: Wolves in the Throne Room · Wolves in the Throne Room (Wiederveröffentlichung)
- 2013: The Devil’s Blood · III: Tabula Rasa or Death and the Seven Pillars
- 2013: Helrunar/Árstíðir Lífsins · Fragments – A Mythological Excavation
- 2013: Atlantean Kodex · The White Goddess
- 2015: Our Survival Depends on Us · Scouts on the Borderline Between the Physical and Spiritual World
- 2017: Derais · Of Angel´s Seed and Devil´s Harvest
- 2017: Nagelfar · Als die Tore sich öffnen… + Jagd
- 2017: Nagelfar · Alte Welten
- 2018: Faal · Desolate Grief
- 2018: Dautha · Brethren of the Black Soil
- 2018: Antlers · beneath.below.behold
- 2019: Our Survival Depends on Us · Melting the Ice in the Hearts of Men
- 2019: Sinmara – Hvisl Stjarnanna